# Errina fissurata
Errina fissurata is een hydroïdpoliep uit de familie Stylasteridae. De poliep komt uit het geslacht Errina. Errina fissurata werd in 1872 voor het eerst wetenschappelijk beschreven door Gray. 